# Myths, Legends and Other Amazing Adventures, Vol. 2
Myths, Legends and Other Amazing Adventures, Vol. 2 (рус. Мифы, легенды и другие удивительные приключения, том 2) — сборник американской рок-группы The Aquabats, выпущенный лейблом Fearless Records 7 ноября 2000 года.

## Об альбоме
Во время работы над третьим студийным альбомом The Aquabats vs. the Floating Eye of Death!, группой было записано около 40 треков, однако в состав пластинки вошли 14. Музыканты приняли решение доработать наиболее удачный записанный материал и издать его.
В конце 1999 года, в связи с неудачей The Aquabats vs. the Floating Eye of Death! и проекта The Aquabats! In Color!, Goldenvoice прекращает сотрудничество с группой и The Aquabats подписывают контракт с Fearless Records, благодаря которому работа над 13 треками завершилась. Композиции были выпущены как сборник, получивший название Myths, Legends and Other Amazing Adventures, Vol. 2.
Альбом охватывает широкий диапазон музыкальных стилей. Участники The Aquabats объяснили это тем, что при записи The Aquabats vs. the Floating Eye of Death! они всячески хотели отказаться от ска-структуры в песнях, которая доминировала в первых двух альбомах коллектива. В Myths, Legends and Other Amazing Adventures, Vol. 2 явно прослеживается использование преимущественно клавишных инструментов и синтезаторов. Сборник содержит элементы синти-попа, джаза, а также присутствует пародия на ню-метал-группы, такие как Korn и Limp Bizkit.

## Список композиций
Все песни написаны группой The Aquabats.
| №   | Название                  | Длительность |
| --- | ------------------------- | ------------ |
| 1.  | «Robot Theme Song»        | 1:05         |
| 2.  | «Hey Luno»                | 2:48         |
| 3.  | «Pool Party»              | 4:15         |
| 4.  | «Pizza Day»               | 4:04         |
| 5.  | «Dear Spike»              | 4:04         |
| 6.  | «I Fell Asleep on My Arm» | 4:02         |
| 7.  | «Radiation Song»          | 3:23         |
| 8.  | «Adventure Today»         | 2:55         |
| 9.  | «The Baker»               | 3:47         |
| 10. | «Danger Woman»            | 3:43         |
| 11. | «Worms Make Dirt»         | 2:50         |
| 12. | «Sandy Face»              | 2:58         |
| 13. | «The Wild Sea»            | 5:48         |

## Участники записи
The Aquabats
- The MC Bat Commander — вокал
- Джмми Робот — синтезатор, саксофон, вокал, бэк-вокал
- Крэш МакЛарсон — бас-гитара, вокал
- Chainsaw the Prince of Karate — гитара
- Принс Адам — синтезатор, корнет
- Кэтбой — труба, вокал
- Доктор Рок — барабаны, перкуссия
- Мистериос Кью — гитара, бас-гитара, ситара

Другой персонал
- Камерон Уэбб — продюсирование
- Эдди Шрейер — мастеринг
- Паркер Джейкобс — дизайн